# Fraisse-sur-Agout
Fraisse-sur-Agout település Franciaországban, Hérault megyében. Lakosainak száma 337 fő (2022. január 1.). Fraisse-sur-Agout Murat-sur-Vèbre, Nages, Cambon-et-Salvergues, Prémian, Riols, Saint-Étienne-d’Albagnan, Saint-Julien, Saint-Vincent-d’Olargues és La Salvetat-sur-Agout községekkel határos.

## Népesség
A település népességének változása:
| Lakosok száma | 294  | 266  | 249  | 363  | 343  | 339  | 340  | 343  | 338  | 337  |
|               | 1968 | 1982 | 1990 | 2006 | 2013 | 2015 | 2017 | 2019 | 2020 | 2022 |